# Campeonato Costa-Riquenho de Futebol
A Liga de Fútbol de Primera División, também conhecida como Liga FPD, e Liga Promérica por razões de patrocínio,. Sua primeira edição aconteceu em 1921, e o campeão foi o Herediano. O maior campeão é o Saprissa com 40 títulos, seguido do Alajuelense e do Herediano, ambos com 30 títulos.

## Clubes de 2014-2015
| Equipe                    | Cidade                           | Primera participacão | Torneios total | Na 1ª desde... | Torneios consecutivos | Estadio                    | Capacidade | Fundação                      | Títulos |
| ------------------------- | -------------------------------- | -------------------- | -------------- | -------------- | --------------------- | -------------------------- | ---------- | ----------------------------- | ------- |
| Pérez Zeledón             | Pérez Zeledón, San José          | 1991-1992            | 29             | 1991-1992      | 29                    | Municipal de Perez Zeledon | 5.500      | 1991 (28 de setembro de 1991) | 0       |
| Uruguay de Coronado       | Coronado, San José               | 1950                 | 35             | 2011-2012      | 5                     | Municipal El Labrador      | 3.500      | 1936 (03 de janeiro de 1936)  | 1       |
| Universidad de Costa Rica | Montes de Oca, San José          | 1941                 | 23             | 2013-2014      | 3                     | Ecológico                  | 2.000      | 1941 (Data desconhecida)      | 0       |
| Alajuelense               | Alajuela, Alajuela               | 1921                 | 97             | 1921           | 97                    | Alejandro Morera Soto      | 18.000     | 1919 (18 de maio de 1919)     | 30      |
| Carmelita                 | Barrio El Carmen, Alajuela       | 1958                 | 28             | 2012-2013      | 5                     | Alejandro Morera Soto      | 18.000     | 1948 (20 de outubro de 1948)  | 1       |
| Limón                     | Puerto Limón, Província de Limón | 1964                 | 27             | 2010-2011      | 7                     | Juan Gobán                 | 3.500      | 1961 (Data desconhecida)      | 0       |
| Santos de Guápiles        | Guapiles, Província de Limón     | 1999-2000            | 18             | 2009-2010      | 9                     | Ebal Rodríguez             | 4.500      | 1961 (10 de novembro de 1961) | 0       |
| Deportivo Saprissa        | Tibás, San José                  | 1949                 | 71             | 1949           | 71                    | Ricardo Saprissa Aymá      | 23.112     | 1935 (16 de julho de 1935)    | 31      |
| Herediano                 | Heredia, Heredia                 | 1921                 | 97             | 1921           | 97                    | Eladio Rosabal Cordero     | 8.700      | 1921 (12 de maio de 1921)     | 22      |
| Belén                     | Belén, Heredia                   | 1994-1995            | 12             | 2011-2012      | 5                     | Polideportivo de Belén     | 5.500      | 1979 (13 de junho de 1979)    | 0       |
| Cartaginés                | Cartago, Cartago                 | 1921                 | 87             | 1984           | 37                    | "Fello" Meza Ivankovich    | 13.500     | 1906 (01 de junho de 1906)    | 3       |
| AS Generaleña             | San Jose, San José               | 1990-1991            | 2              | 2014-2015      | 0                     | Municipal Perez Zeledon    | 5.500      | 2010 (10 de julho de 2010)    | 0       |

## Campeões
| Ano                            | Campeão                                | Placar' | Vice-Campeão        | Observação                                      |
| Campeonato Anual               |                                        |         |                     |                                                 |
| 1921                           | CS Herediano                           | -       | Gimnástica Española |                                                 |
| 1922                           | CS Herediano                           | -       | La Libertad         |                                                 |
| 1923                           | Cartagines                             | -       | La Libertad         |                                                 |
| 1924                           | CS Herediano                           | -       | Cartagines          |                                                 |
| 1925                           | La Libertad                            | -       | CS Herediano        |                                                 |
| 1926                           | La Libertad                            | -       | Cartagines          |                                                 |
| 1927                           | CS Herediano                           | -       | La Libertad         |                                                 |
| 1928                           | LD Alajuelense                         | -       | Gimnástica Española |                                                 |
| 1929                           | La Libertad                            | -       | LD Alajuelense      |                                                 |
| 1930                           | CS Herediano                           | -       | Gimnástica Española |                                                 |
| 1931                           | CS Herediano                           | -       | Orión FC            |                                                 |
| 1932                           | CS Herediano                           | -       | La Libertad         |                                                 |
| 1933                           | CS Herediano                           | -       | Gimnástica Española |                                                 |
| 1934                           | La Libertad                            | -       | Alajuela Junior     |                                                 |
| 1935                           | CS Herediano                           | -       | Alajuela Junior     |                                                 |
| 1936                           | Cartagines                             | -       | La Libertad         |                                                 |
| 1937                           | CS Herediano                           | -       | Gimnástica Española |                                                 |
| 1938                           | Orión FC                               | -       | Gimnástica Española |                                                 |
| 1939                           | LD Alajuelense                         | -       | CS Herediano        |                                                 |
| 1940                           | Cartagines                             | -       | Orión FC            |                                                 |
| 1941                           | LD Alajuelense                         | -       | La Libertad         |                                                 |
| 1942                           | La Libertad                            | -       | Gimnástica Española |                                                 |
| 1943                           | Universidad de Costa Rica              | -       | LD Alajuelense      |                                                 |
| 1944                           | Orión FC                               | -       | CS Herediano        |                                                 |
| 1945                           | LD Alajuelense                         | -       | Orión FC            |                                                 |
| 1946                           | La Libertad                            | -       | CS Herediano        |                                                 |
| 1947                           | CS Herediano                           | -       | La Libertad         |                                                 |
| 1948                           | CS Herediano                           | -       | LD Alajuelense      |                                                 |
| 1949                           | LD Alajuelense                         | -       | Orión FC            |                                                 |
| 1950                           | LD Alajuelense                         | -       | Deportivo Saprissa  |                                                 |
| 1951                           | CS Herediano                           | -       | Orión FC            |                                                 |
| 1952                           | Deportivo Saprissa                     | -       | LD Alajuelense      |                                                 |
| 1953                           | Deportivo Saprissa                     | -       | CS Herediano        |                                                 |
| 1955                           | CS Herediano                           | -       | Deportivo Saprissa  |                                                 |
| 1957                           | Deportivo Saprissa                     | -       | LD Alajuelense      |                                                 |
| 1958                           | LD Alajuelense                         | -       | Deportivo Saprissa  |                                                 |
| 1959                           | LD Alajuelense                         | -       | Deportivo Saprissa  |                                                 |
| 1960                           | LD Alajuelense                         | -       | CS Herediano        |                                                 |
| 1961 Assoc.                    | CS Herediano                           | -       | Deportivo Saprissa  |                                                 |
| 1961 Fed.                      | Carmen FC                              | -       | CS Uruguay          |                                                 |
| Championnat Saisonnier         |                                        |         |                     |                                                 |
| 1961-62 1961-1962              | Deportivo Saprissa                     | -       | LD Alajuelense      |                                                 |
| 1962-1963                      | CS Uruguay                             | -       | Deportivo Saprissa  |                                                 |
| 1963-1964                      | Deportivo Saprissa                     | -       | Orión FC            |                                                 |
| 1964-1965                      | Deportivo Saprissa                     | -       | LD Alajuelense      |                                                 |
| 1965-1966                      | LD Alajuelense                         | -       | Deportivo Saprissa  |                                                 |
| 1966-1967                      | Deportivo Saprissa                     | -       | LD Alajuelense      |                                                 |
| 1967-1968                      | Deportivo Saprissa                     | -       | Cartagines          |                                                 |
| 1968-1969                      | Deportivo Saprissa                     | -       | LD Alajuelense      |                                                 |
| 1969-1970                      | LD Alajuelense                         | -       | Deportivo Saprissa  |                                                 |
| 1970-1971                      | LD Alajuelense                         | -       | Deportivo Saprissa  |                                                 |
| 1971-1972                      | Deportivo Saprissa                     | -       | LD Alajuelense      |                                                 |
| 1972-1973                      | Deportivo Saprissa                     | -       | Cartagines          |                                                 |
| 1973-1974                      | Deportivo Saprissa                     | -       | CS Herediano        |                                                 |
| 1974-1975                      | Deportivo Saprissa                     | -       | Cartagines          |                                                 |
| 1975-1976                      | Deportivo Saprissa                     | -       | Deportivo México    |                                                 |
| 1976-1977                      | Deportivo Saprissa                     | -       | Cartagines          |                                                 |
| 1977-1978                      | CS Herediano                           | -       | Puntarenas          |                                                 |
| 1978-1979                      | CS Herediano                           | -       | Cartagines          |                                                 |
| 1979-1980                      | LD Alajuelense                         | -       | CS Herediano        |                                                 |
| 1980-1981                      | CS Herediano                           | -       | AD Limonense        |                                                 |
| 1981-1982                      | Deportivo Saprissa                     | -       | Puntarenas          |                                                 |
| 1982-1983                      | LD Alajuelense                         | -       | Puntarenas          |                                                 |
| 1983-1984                      | LD Alajuelense                         | -       | Deportivo Saprissa  |                                                 |
| 1984-1985                      | CS Herediano                           | -       | LD Alajuelense      |                                                 |
| 1985-1986                      | Puntarenas                             | -       | LD Alajuelense      |                                                 |
| 1986-1987                      | CS Herediano                           | -       | Cartagines          |                                                 |
| 1987-1988                      | Deportivo Saprissa                     | -       | CS Herediano        |                                                 |
| 1988-1989                      | Deportivo Saprissa                     | -       | LD Alajuelense      |                                                 |
| 1990-1991                      | LD Alajuelense                         | 3-1     | Deportivo Saprissa  |                                                 |
| 1991-1992                      | LD Alajuelense                         | -       | Deportivo Saprissa  |                                                 |
| 1992-1993                      | CS Herediano                           | -       | Cartagines          |                                                 |
| 1993-1994                      | Deportivo Saprissa                     | -       | LD Alajuelense      |                                                 |
| 1994-1995                      | Deportivo Saprissa                     | 4-1     | LD Alajuelense      |                                                 |
| 1995-1996                      | LD Alajuelense                         | 4-2     | Cartagines          |                                                 |
| 1996-1997                      | LD Alajuelense                         | 4-3     | Deportivo Saprissa  |                                                 |
| 1997-1998                      | Deportivo Saprissa                     | 2-1     | LD Alajuelense      |                                                 |
| 1998-1999                      | Deportivo Saprissa                     | -       | -                   | .                                               |
| 1999-2000                      | LD Alajuelense                         | -       | -                   | .                                               |
| 2000-2001                      | LD Alajuelense                         | -       | -                   | .                                               |
| 2001-2002                      | LD Alajuelense                         | 6-2     | Santos de Guápiles  |                                                 |
| 2002-2003                      | LD Alajuelense                         | -       | -                   | .                                               |
| 2003-2004                      | Deportivo Saprissa                     | 3-2     | CS Herediano        |                                                 |
| 2004-2005                      | LD Alajuelense                         | 4-1     | Pérez Zeledón       |                                                 |
| 2005-2006                      | Deportivo Saprissa                     | -       | -                   | .                                               |
| 2006-2007                      | Deportivo Saprissa                     | -       | -                   | .                                               |
| Campeonato Apertura e Clausura |                                        |         |                     |                                                 |
| 2007                           | Deportivo Saprissa                     | 4-2     | CS Herediano        |                                                 |
| 2008                           | Deportivo Saprissa                     | 2-0     | LD Alajuelense      |                                                 |
| 2008                           | Deportivo Saprissa                     | 3-2     | LD Alajuelense      |                                                 |
| 2009                           | Asociación Deportiva Municipal Liberia | 3-0     | CS Herediano        |                                                 |
| 2009                           | Brujas                                 | 1-1     | Puntarenas          | Brujas Vitória por 5 x 4 nos penaltis.          |
| 2010                           | Deportivo Saprissa                     | 7-2     | AD San Carlos       |                                                 |
| 2010                           | LD Alajuelense                         | 1-1     | CS Herediano        | LD Alajuelense Vitória por 4 x 3 nos penaltis.  |
| 2011                           | LD Alajuelense                         | 2-0     | AD San Carlos       |                                                 |
| 2011                           | LD Alajuelense                         | 2-2     | CS Herediano        | LD Alajuelense Vitória por 6 x 5 nos penaltis.  |
| 2012                           | CS Herediano                           | 6-3     | Santos de Guápiles  |                                                 |
| 2012                           | LD Alajuelense                         | 3-2     | CS Herediano        |                                                 |
| 2013                           | CS Herediano                           | 4-4     | Cartagines          | CS Herediano Vitória por 5 x 4 nos penaltis.    |
| 2013                           | LD Alajuelense                         | 0-0     | CS Herediano        | LD Alajuelense Vitória por 5 x 3 nos penaltis.  |
| 2014                           | Deportivo Saprissa                     | 5-3     | LD Alajuelense      |                                                 |
| 2014                           | Deportivo Saprissa                     | 1-0     | CS Herediano        |                                                 |
| 2015                           | CS Herediano                           | 3-3     | LD Alajuelense      | CS Herediano Vitória por 3 x 2 nos penaltis.    |
| 2015                           | Deportivo Saprissa                     | 4-1     | LD Alajuelense      |                                                 |
| 2016                           | CS Herediano                           | 3-0     | LD Alajuelense      |                                                 |
| 2016                           | Deportivo Saprissa                     | -       | CS Herediano        | Campeão agregado                                |
| 2017                           | CS Herediano                           | 5-0     | Deportivo Saprissa  |                                                 |
| 2017                           | Pérez Zeledón                          | 1-0     | CS Herediano        |                                                 |
| 2018                           | Deportivo Saprissa                     | 1-1     | CS Herediano        | Deportivo Saprissa Vitória 4 x 3 nos penaltis.  |
| 2018                           | CS Herediano                           | 5-4     | Deportivo Saprissa  |                                                 |
| 2019                           | AD San Carlos                          | -       | Deportivo Saprissa  |                                                 |
| 2019                           | CS Herediano                           | 2-2     | LD Alajuelense      | Herediano venceu Alajuelense nos pênaltis (5x4) |
| 2020                           | Deportivo Saprissa                     | -       | LD Alajuelense      |                                                 |
| 2020                           | LD Alajuelense                         | -       | CS Herediano        |                                                 |
| 2021                           | Deportivo Saprissa                     | 4-2     | CS Herediano        |                                                 |
| 2021                           | CS Herediano                           | 4-2     | Deportivo Saprissa  |                                                 |
| 2022                           | Cartaginés                             | 2-1     | LD Alajuelense      |                                                 |
| 2022                           | Deportivo Saprissa                     | 2-1     | CS Herediano        |                                                 |
| 2023                           | Deportivo Saprissa                     | 3-2     | LD Alajuelense      |                                                 |
| 2023                           | Deportivo Saprissa                     | 3-1     | CS Herediano        |                                                 |
| 2024                           | Deportivo Saprissa                     | 3-1     | LD Alajuelense      |                                                 |
| 2024                           | CS Herediano                           | 3-2     | LD Alajuelense      |                                                 |
| 2025                           | CS Herediano                           | 1-0     | LD Alajuelense      |                                                 |

## Títulos por clube
| Clube                     | Campeão | Vice-campeão | Anos campeão |
| ------------------------- | ------- | ------------ | --- |
| Saprissa                  | 40      | 19           | 1952, 1953, 1957, 1962, 1964, 1965, 1967, 1968, 1969, 1972, 1973, 1974, 1975, 1976, 1977, 1982, 1988, 1989, 1993/94, 1994/95, 1997/98, 1998/99, 2003/04, 2005/06, 2006/07, 2007-I, 2008-V, 2008-I, 2010-V, 2014-V,2014-I, 2015-I, 2016-I, 2018-C, 2020-C, 2021-C, 2022-A, 2023-C, 2023-A |
| Herediano                 | 31      | 25           | 1921, 1922, 1924, 1927, 1930, 1931, 1932, 1933, 1935, 1937, 1947, 1948, 1951, 1955, 1961, 1978, 1979, 1981, 1985, 1987, 1993, 2012-V, 2013-V, 2015-V, 2016-V, 2017-V, 2018-A, 2019-A, 2021-A, 2024-A, 2025-C,                                                                            |
| Alajuelense               | 30      | 31           | 1928, 1939, 1941, 1945, 1949, 1950, 1958, 1959, 1960, 1966, 1970, 1971, 1980, 1983, 1984, 1991, 1992, 1995/96, 1996/97, 1999/00, 2000/01, 2001/02, 2002/03, 2004/05, 2010-I, 2011-V, 2011-I, 2012-I, 2013-I, 2020-A                                                                      |
| La Libertad               | 6       | 6            | 1925, 1926, 1929, 1934, 1942, 1946 |
| Cartaginés                | 4       | 11           | 1923, 1936, 1940, 2022-C |
| Orión                     | 2       | 7            | 1938, 1944 |
| Puntarenas                | 1       | 4            | 1986 |
| San Carlos                | 1       | 2            | 2019-C |
| Pérez Zeledón             | 1       | 1            | 2017-A |
| Brujas                    | 1       | -            | 2009-I |
| Liberia                   | 1       | -            | 2009-V |
| Uruguay                   | 1       | 1            | 1963 |
| Carmelita                 | 1       | -            | 1961 |
| Universidad de Costa Rica | 1       | -            | 1943 |

### Maiores goleadores
| Col. | Jogador                        | Gols |
| ---- | ------------------------------ | ---- |
| 1    | Víctor Nuñez Rodríguez         | 217  |
| 2    | Errol Daniels                  | 196  |
| 3    | Roy Saenz                      | 168  |
| 4    | Leonel Hernández               | 164  |
| 5    | Guillermo Guardia              | 149  |
| 6    | Evaristo Coronado              | 148  |
| 7    | Juan Ulloa                     | 140  |
| 8    | Javier Wanchope                | 133  |
| 9    | Minor Díaz                     | 132  |
| 10   | Alejandro Sequeira Jorge Ulate | 130  |

### Maiores Títulos de goleadores do torneio
| N° | Jogador                     | Clube                               | Títulos | Temporadas                                                          |
| -- | --------------------------- | ----------------------------------- | ------- | ------------------------------------------------------------------- |
| 1  | Errol Daniels               | Alajuelense                         | 6       | 1964, 1965, 1966, 1967, 1968, 1970                                  |
| 2  | Victor Nuñez Rodríguez      | Alajuelense, Herediano, Liberia Mia | 5       | Invierno 2007, Invierno 2008, Invierno 2009, Verano 2013, 2013-2014 |
| 3  | José Rafael Meza Ivancovich | Cartaginés                          | 3       | 1938, 1940, 1952                                                    |
| 4  | Francisco Zeledón           | Club Sport La Libertad, Alajuelense | 2       | 1943, 1949                                                          |
| 5  | Jaime Meza Ivancovich       | Cartaginés                          | 2       | 1951, 1952                                                          |
| 6  | Juan Ulloa                  | Alajuelense                         | 2       | 1959, 1960                                                          |
| 7  | Roy Sáenz                   | Alajuelense                         | 2       | 1969, 1971                                                          |
| 8  | Evaristo Coronado           | Deportivo Saprissa                  | 2       | 1981, 1988                                                          |
| 9  | Jorge Manuel Ulate          | Alajuelense                         | 2       | 1984, 1985                                                          |
| 10 | Juan Carlos Arguedas        | Alajuelense, Herediano              | 2       | 1994-1995, 1999-2000                                                |